# Isaac Aarão
 Isaac Aarão  (fl. século XII) foi um necromante de origem judaica que residiu Império Bizantino. Foi o intérprete das línguas ocidentais, do imperador bizantino Manuel I Comneno (r. 1143–1180).Arrancaram-lhe os olhos pelo crime de traição a esse príncipe, suplicio que ele aconselhara que sofressem os inimigos de Manuel Comneno acrescentado com o do corte da língua.